# Vampyrum spectrum
Vampyrum spectrum, também conhecido por morcego-espectral, carcará-da-amazônia, e entre os nativos por andirá-guaçu, é uma espécie de morcego carnívoro. O animal tem também aparecido na imprensa brasileira com o nome de morcego-fantasma-grande.
Alimenta-se de pequenos vertebrados, pondendo pesar até 230 g e ter até 1 metro de envergadura. É a maior espécie de morcego das Américas e também é o maior representante dos Microchiroptera. No Brasil, sua ocorrência foi registrada na região amazônica e do Pantanal sul; apesar do nome, este morcego é carnívoro, e não hematófago, e portanto sem relação ao morcego-vampiro.
Os animais dessa espécie são monogâmicos e, ao contrário da espécie proximamente relacionada Chrotopterus auritus, não ingere materia vegetal, sendo estritamente carnívoro. A espécie foi registrada no estado do Amapá, e no estado do Mato Grosso do Sul, sendo este último o registro mais ao sul desse morcego.